# Кильблок

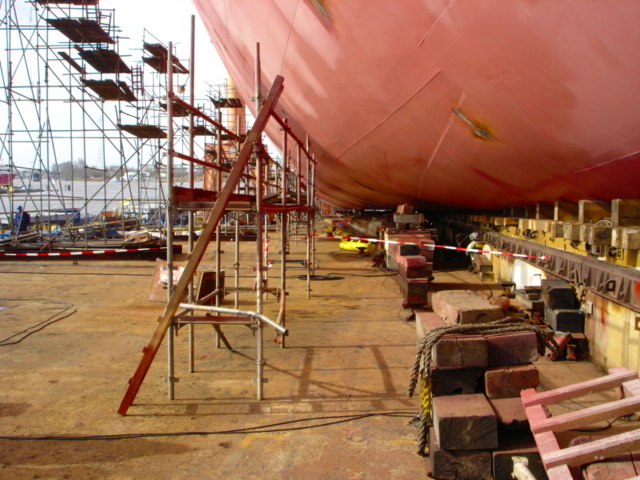
Конструкции, удерживающие судно во время строительства

Кильблок — элемент опорного устройства, часто используемый с клеткой и предназначенный для установки судна в безводном положении.
1. Кильблок для доков и стапелей представляет собой железобетонную или стальную тумбу в форме параллелепипеда длиной 0,8—2,0 м, шириной 0,2—0,5 м и высотой 0,8—1,6 м. 
Кильблоки устанавливают по килевой линии под набором судна. Наиболее простыми являются деревянные кильблоки, представляющие собой ряд уложенных друг на друга сосновых брусьев (рис. а). Для подъёма подушки кильблока и обеспечения прилегания её к обшивке корпуса применяют деревянные клинья.
Применяют также металлические (рис.  б) и металлические быстроразборные кильблоки (рис. г). Для упрощения подъема и опускания металлических кильблоков их механизируют винтовыми (рис. в) или гидравлическими устройствами. В гидравлическом кильблоке подъём и опускание поршня в цилиндре осуществляется давлением масла, подводимого от насоса. При подъёме поршня поднимается система опорных тумб, на которые, через подушку, опирается корпус судна.

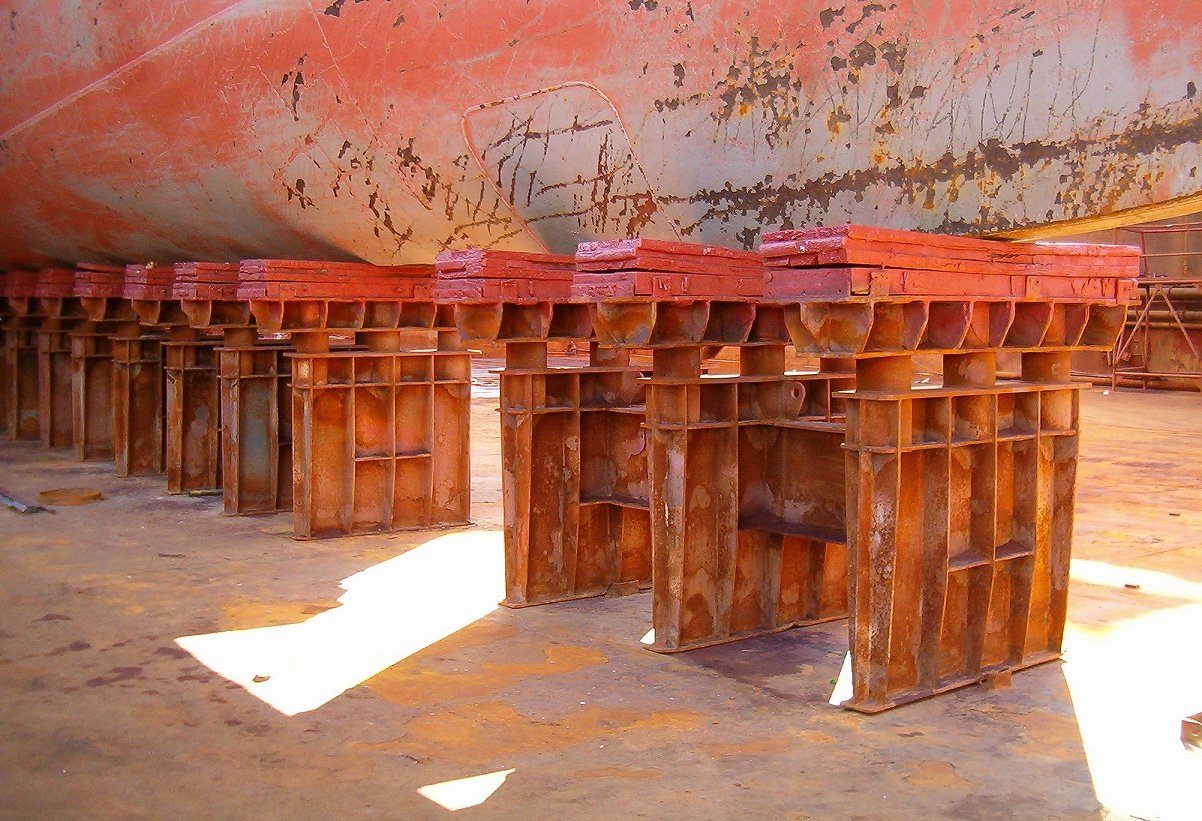
Кильблоки, удерживающие судно в плавучем доке. Гданьск, Польша

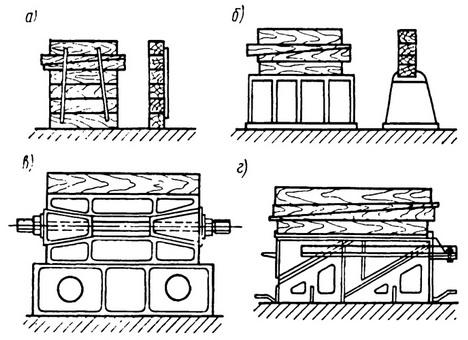
Виды кильблоков в продольном и поперечном сечении

2. Конструкция с фигурным вырезом для установки шлюпки. В основном применяется на судах для спасательных и рабочих шлюпок. Аналогичное устройство на берегу также носит название кильблок.